# Temporada 1879-1880 del Liceu
La temporada 1879-1880 del Liceu va començar l'11 d'octubre. Tot just havia passat un mes que havia començat la temporada teatral, l'empresa que gestionava el Liceu va cessar en la seva comesa deixant de complir molts dels seus compromisos. El teatre va estar tancat prop d'un mes fins que es formà una societat composta dels artistes cantaires.
Els cantants que varen actuar en aquesta temporada varen ser:

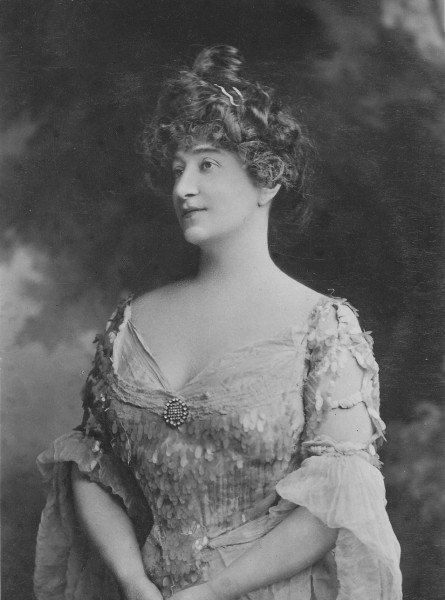
Clementine de Vere ca.1890

- Vittoria Potentini, prima donna soprano de veu poc potent a les cordes greu i mitjana, però més intensa en l'aguda, si bé una mica cridanera. Encara que aquesta cantatriu tenia facilitat d'execució, el seu estil era incorrecte i no tenia sentiment dramàtic.
- Francesca Tabacchi, prima donna soprano, de veu fresca i ben timbrada, que cantà amb correcció sense que li faltés agilitat de coll.
- Ersilia Cortesi, prima donna soprano de veu poc extensa però de fi timbre, que tenia agilitat per al cant de gènere lleuger, estil correcte i de bona escola.
- Prades, comprimaria de veu agradable i que cantà discretament.
- Alessandro Pasetti, primer tenor de veu poc espontània i tremolosa, que cantà regularment.
- Joaquín Cantoni, primer tenor d'escasses facultats, sense gaires qualitats artístiques.
- Carlo De Probizzi, primer baix de veu poc robusta i no ben timbrada que cantà regularment.

Després de reorganitzar-se la companyia de cant, va constar dels següents cantaires:
- Amalia Fossa, prima donna que ja havia cantat al Liceu.
- Clementine de Vere, prima donna soprano sfogato de veu extensa i de força vibració, amb una escola correcta i de coll molt flexible per al cant del gènere lleuger i de fioriture. Aquesta jove i avantatjada cantatriu, quan hagués depurat el seu gust en l'estil i acurat la seva vocalització amb l'experiència, sens dubte arribaria a ser una notabilitat artística. La de Vere va ser una bona adquisició per a l'empresa i es va conquistar aviat les generals simpaties del públic.
- El baríton senyor Belardi cantà el seu paper a Lucia di Lammermoor tan malament com poques vegades s'havia vist al Liceu, fet que generà una cridòria de desaprovació per una part del públic.[2]
- Giovanni Battista Antonucci, primer baix de veu bastant sonora i robusta, encara que una mica feble en els punts extrems. L'estil d'aquest cantor era una mica descurat i poc decidit.

Per la Pasqua va tornar a funcionar el gran teatre sota la mateixa societat artística, donant representacions de vers i d'òpera, amb els següents cantants nous:
- Picchi, que tenia veu de soprano poc timbrada, encara que una mica vibrant en els aguts. Sense haver donat a conèixer qualitats artístiques recomanables, cantà discretament sense que li faltés expressió.
- Arrighi era un tenor de veu suficient i extensa, però que no tenia les qualitats artístiques que ha de tenir un primer tenor amb la categoria que correspon al Liceu. Com que no va ser ben rebut del públic, només va cantar dues vegades el Trobador i rescindir la seva contracta.
- Barbacini, tenor d'escasses facultats, que compensava però amb la seva bona dicció i expressiu cant. Aquest artista es va conquistar simpaties.

A I puritani, Roberto Stagno va cantar A te, o cara mig to baix.
| Temporada 1879-1880 del Liceu |                         |                                                             |                   | |           |                                                            |  |
| Òpera                         | Compositor              | Director musical                                            | Director d'escena | Papers principals | Producció | Dates                                                      |  |
| Nabucco                       | Giuseppe Verdi          |                                                             |                   | Amalia Fossa, Teresa Maccaferri, Alessandro Passetti, Vincenzo Quintili Leoni, Augustin Rodas |           | octubre                                                    |  |
| Guglielmo Tell                | Gioacchino Rossini      |                                                             |                   | Francesca Tabacchi, Teresa Maccaferri, Arturo Byron, Juan Roudil, Anton Vidal |           | novembre                                                   |  |
| Linda di Chamonix             | Gaetano Donizetti       |                                                             |                   | Augusta Cortesi, Teresa Maccaferri, Vittorio Cantoni, Vincenzo Quintili Leoni, Anton Vidal, Giovanni Marchisio |           | novembre                                                   |  |
| El Profeta                    | Giacomo Meyerbeer       |                                                             |                   | Antonietta Anastasi Pozzoni, Augusta Cortesi, Arturo Byron, Augustin Rodas, Carlo De Probizzi, Anton Vidal |           | novembre                                                   |  |
| Rigoletto                     | Giuseppe Verdi          | Modest Subeyas-Bach (desembre) / Cosme Ribera (abril, maig) |                   | Giovanni Sani (desembre) / Enrico Barbacini (abril, maig), Vincenzo Quintili-Leoni (desembre, abril) / José Mendioroz (maig), Clémentine de Vère, Carlo De Probizzi, Trinitat Mestres (desembre) / Teresina Maccaferri (abril, maig), Matilde Ricci |           | octubre / 25, 26 desembre / 24, 28 abril / 4 maig          |  |
| Africana                      | Giacomo Meyerbeer       |                                                             |                   | Amalia Fossa/Vittoria Potentini, Clementine de Vere, Arturo Byron, Vincenzo Quintili Leoni, Carlo De Probizzi |           | desembre                                                   |  |
| Sonnambula                    | Gaetano Donizetti       |                                                             |                   | Clementine de Vere, Vittorio Cantoni, Domenico Belardi |           | 17 de desembre                                             |  |
| Lucia di Lammermoor           | Gaetano Donizetti       |                                                             |                   | Clementine de Vere, Giovanni Sani, Vincenzo Quintili-Leoni/Domenico Belardi, Carlo De Probizzi |           | 27 desembre                                                |  |
| Il trovatore                  | Giuseppe Verdi          | Cosme Ribera (octubre) / Modest Subeyas-Bach (abril)        |                   | Jules Roudil/Vincenzo Quintili-Leoni (octubre) / José Mendioroz (abril), Vittoria Potentini (octubre) / Amalia Picchi (abril), Trinitat Mestres (octubre) / Rosa Vercolini-Tay (abril), Giovanni Sani (octubre) / Emilio Arrighi (abril), Carlo De Probizzi / Segon Maimir (octubre) / Antonio Padovani (abril), Pilar Riquero (octubre) / Matilde Ricci (abril), ? (octubre) / Pietro Stecchi (abril) |           | 4, 26 gener / 11, 18 febrer / 2, 13 març / 24, 25, 27 maig |  |
| Poliuto                       | Gaetano Donizetti       | Cosme Ribera (octubre) / Eusebi Dalmau (abril)              |                   | Vincenzo Quintili-Leoni, Lluís Blanch, Giovanni Sani (octubre) / Enrico Barbacini (abril), Amalia Fossa-Gruitz (octubre) / Amalia Picchi (abril), Agustí Rodas, Giovanni Chiesi, Melcior Puig |           | 22, 29 abril / 8, 18, 21 maig                              |  |
| Gli Ugonotti                  | Giacomo Meyerbeer       |                                                             |                   | Amalia Fossa, Clementine de Vere, Trinidad Mestres, Giovanni Sani/Roberto Stagno, Vincenzo Quintili Leoni, Giovanni Battista Antonucci/Ormondo Maini, Carlo De Probizzi |           | gener                                                      |  |
| I Lombardi                    | Giuseppe Verdi          |                                                             |                   | Amalia Fossa, Teresa Maccaferri, Giovanni Sani, Alessandro Passetti, Carlo De Probizzi, Giovanni Battista Antonucci |           | gener                                                      |  |
| Dinorah                       | Giacomo Meyerbeer       |                                                             |                   | Clementine de Vere, Teresa Maccaferri, Alessandro Passetti, Vincenzo Quintili Leoni, Melchior Puig |           | gener                                                      |  |
| Macbeth                       | Giuseppe Verdi          |                                                             |                   | Amalia Fossa, Vincenzo Quintili Leoni |           | març                                                       |  |
| Africana                      | Giacomo Meyerbeer       |                                                             |                   | Amalia Fossa, Clementine de Vere, Enrico Barbacini, Vincenzo Quintili Leoni, Carlo De Probizzi, Augustin Rodas, Giovanni Marchisio, Pietro Stecchi |           | abril                                                      |  |
| Don Carlo                     | Giuseppe Verdi          |                                                             |                   | Amalia Picchi, Rosina Vercolini Tay, Enrico Barbacini, Vincenzo Quintili Leoni,Ormondo Maini |           | abril                                                      |  |
| Don Giovanni                  | Wolfgang Amadeus Mozart | Eusebi Dalmau                                               |                   | Vincenzo Quintili-Leoni, Agustí Rodas, Amalia Fossa, Assumpció Prades, Roberto Stagno, Ormondo Maini, Giovanni Marchisio, Clémentine de Vère |           | 19 al 20 de maig                                           |  |
| Aida                          | Giuseppe Verdi          |                                                             |                   | Amalia Fossa, Rosina Vercolini Tay, Enrico Barbacini, Vincenzo Quintili Leoni, Ormondo Maini, Carlo De Probizzi |           | maig                                                       |  |
| Lucia di Lammermoor           | Gaetano Donizetti       |                                                             |                   | Clementine de Vere, Enrico Barbacini, Vincenzo Quintili-Leoni |           | maig                                                       |  |
| Il barbiere di Siviglia       | Gioacchino Rossini      | Modest Subeyas-Bach/Eusebi Dalmau                           |                   | Roberto Stagno/Giacomo Piazza, Giovanni Marchisio, Amalia Fossa/Bianca Donadio, Vincenzo Quintili-Leoni/José Mendioroz/Massimo Ciapini, Ormondo Maini/Pau Meroles, Pilar Riquero |           | maig                                                       |  |
| I puritani                    | Vincenzo Bellini        | Eusebi Dalmau                                               |                   | Josep Boldú, Agustí Rodas, Roberto Stagno, Vincenzo Quintili-Leoni, Melcior Puig, Pilar Riquero, Clementine de Vère |           | 23, 25 maig                                                |  |